# Gorgasella eximia
Gorgasella eximia là một loài nhện trong họ Salticidae. Chúng thuộc chi đơn loài Gorgasella, được Arthur Merton Chickering miêu tả năm 1946.